# Omar Jayam
Ghiyath al-Din Abu l-Fath Omar ibn Ibrahim Jayyam Nishapurí (en persa: غیاث الدین ابو الفتح عمر بن ابراهیم خیام نیشاپوری‎) u Omar Jayam (en Fundéu «Omar Jaiam»), (Nishapur, entonces capital selyúcida de Jorasán —actual Irán—, c. 18 de mayo de 1048-ibídem, c. 4 de diciembre de 1131) fue un matemático, astrónomo y poeta persa.
Su nombre suele encontrarse también escrito de acuerdo con la transcripción inglesa, Omar Khayyam (pues en inglés no existe el sonido de la "j" castellana que sí existe en persa). Igualmente, puede aparecer la versión árabe, Omar al-Jayyam u Omar ibn al-Jayyam. La traducción literal de su apellido es "fabricante de tiendas (de campaña)" (relacionada con la palabra española de origen árabe "jaima") profesión de la que se supone habría tradición en su familia.

## Biografía
Jayam nació el 18 de mayo del año 1048 en Nishapur, donde también murió,  en 1131. Allí y en la ciudad de Balj recibió una sólida educación en ciencias y filosofía. En el 1070 se trasladó a Samarcanda, donde el patrocinio del jurista Abú Taher le permitió completar su Tesis sobre Demostraciones de Álgebra y Comparación. Con ella logró gran reconocimiento y prestigio, hasta el punto de ser llamado por el sultán Malik Shah I, quien le encargó la construcción de un observatorio astronómico en Marv (actualmente Mary, en Turkmenistán), según consigna Nizam al-Mulk en su libro Siasat Namé, en colaboración con otros siete astrónomos y matemáticos, entre ellos Abdolrahman Jazení y Meimún-ebne Nayib Vasetí. 
La leyenda afirma que en su juventud llegó a entablar amistad con el reformador religioso Hasan-i Sabbah y el político Nizam al-Mulk.
Omar Jayam realizó relevantes investigaciones en astronomía, principalmente la corrección del antiguo calendario zoroástrico. Desde entonces se adoptó una nueva era, conocida como yalalí o el Seliuk. En 1092 realizó su peregrinación a La Meca, según la costumbre musulmana. A su regreso a Nishapur trabajó como historiador y maestro de matemáticas, astronomía, medicina y filosofía, entre otras disciplinas.
En 1094, tras la muerte de su padre, escribió un trabajo literario en su lengua materna, el persa (también conocido como dari o tayiko, hablado en Irán, Tayikistán, Afganistán, Georgia, parte de la India y parte de Pakistán). Sus poemas destacan por la delicadeza y sutileza de su lenguaje. Como filósofo, Omar Jayam fue materialista, pesimista y escéptico. 
La obra poética más destacable de Omar Jayam son los Rubaiyat, recopilación de hasta un millar de cuartetos que hablan sobre la naturaleza y el ser humano. Rubaiyat es el plural de ruba'i, que significa precisamente cuarteta.
La lectura de las Rubaiyat significa un acercamiento a la literatura oriental. Contiene un profundo sentido humano que canta los deleites del amor y los goces de la vida, que, con las transposiciones de amargura y optimismo, conforman el carácter del individuo acentuado en su realidad. La vida exige al hombre duros sacrificios porque es esclavo de sus propios prejuicios. Entre tantos absurdos, no disfruta de su efímera existencia. Jayam quiere convencer al hombre de que está equivocado y lo invita a que se despoje de dogmas y doctrinas, para así aprovechar los valores tangibles de la naturaleza.

## Aportes a las matemáticas y a la ciencia

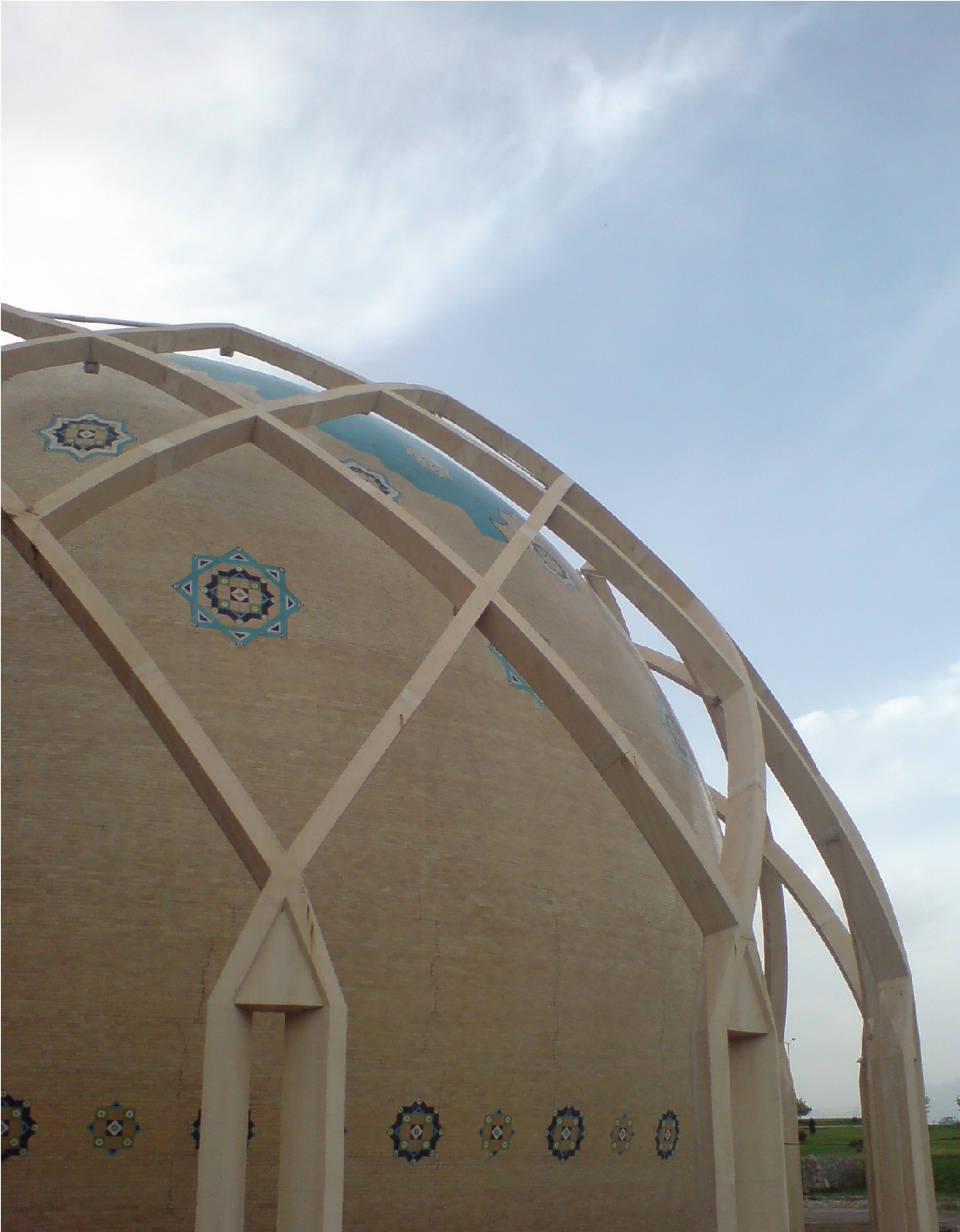
Observatorio de Omar Jayam

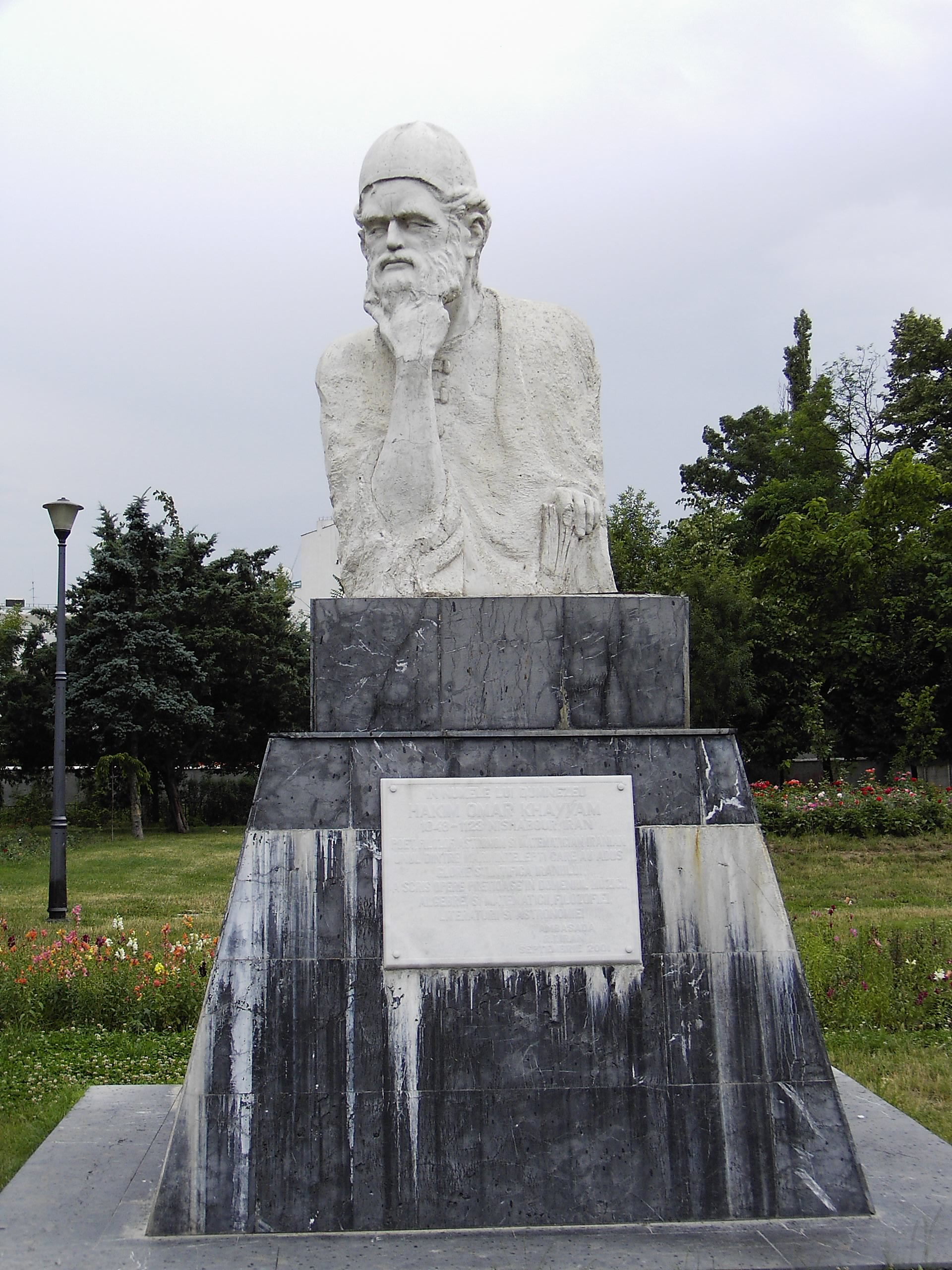
Monumento a Omar Jayam en Bucarest, Rumania.

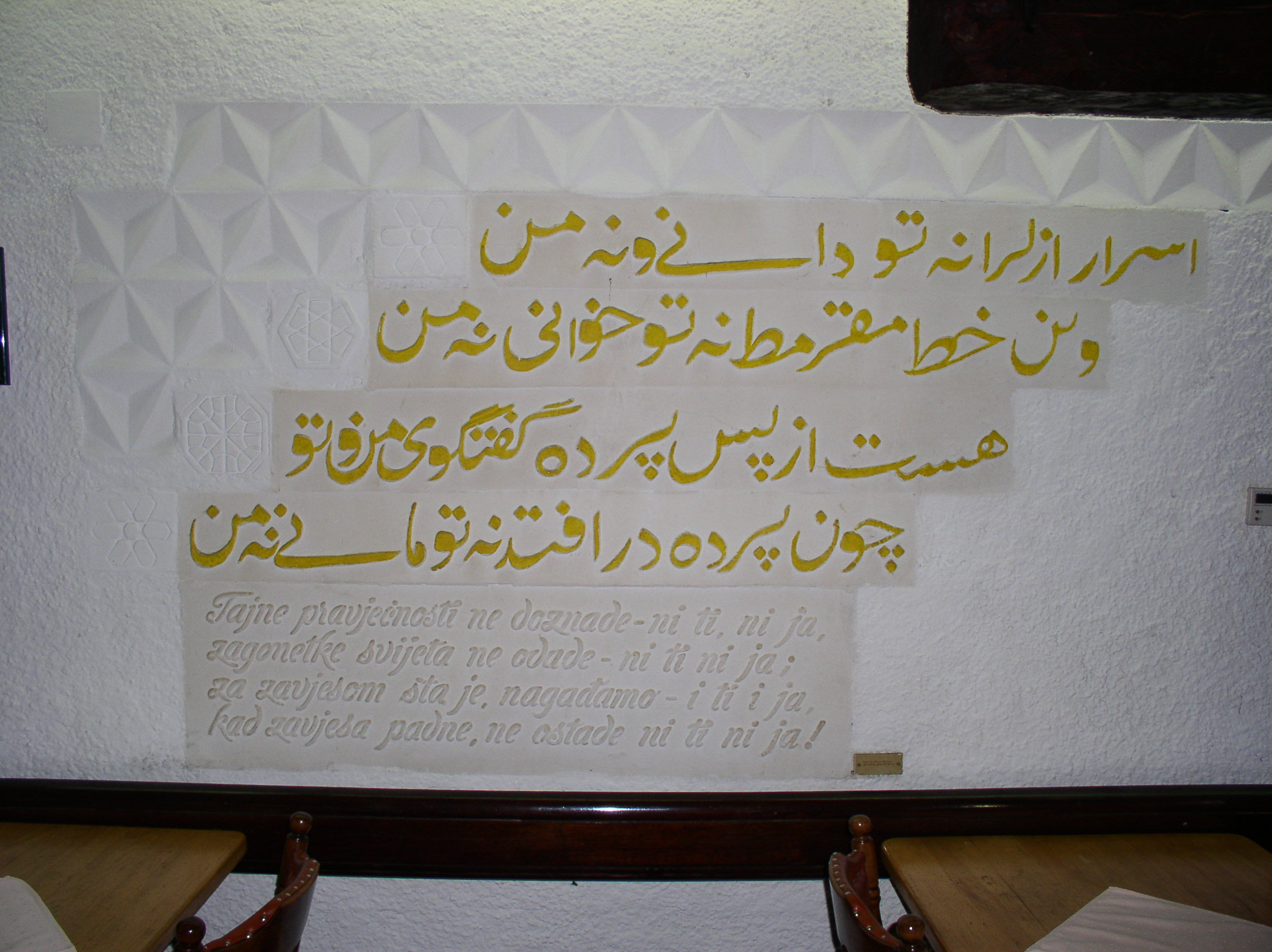
Inscripción de un poema de Omar Jayam en Morića Han en Sarajevo, Bosnia-Herzegovina.

Durante 18 años, Omar Jayam realizó relevantes investigaciones en astronomía, que abarcaron la compilación de tablas astronómicas y particularmente, la corrección del antiguo calendario zoroástrico, que los persas habían conservado tras la islamización de Persia debido a su exactitud, a pesar de que el islam utiliza el calendario lunar. Las investigaciones realizadas le permitieron calcular el error del calendario persa, que tenía un año de 365 días exactos. Para el nuevo calendario, que se llamó yalalí por orden de Malik Shah I (quien también se llamaba Yalaledín), Jayam calculó la duración del año con una exactitud pasmosa. Su error es de un día en 3770 años, menor aún que el del calendario gregoriano (un día en 3330 años), que se comenzó a usar en Europa desde el 15 de octubre de 1582. El calendario yalalí se implantó el 15 de marzo de 1079, y es el calendario empleado todavía hoy en Irán y Afganistán. Omar Jayam no pudo terminar las tablas astronómicas a causa de las muertes, en el mismo año (1092), de Nizam al-Mulk y del sultán Malik Shah.
Siguiendo uno de los preceptos del Islam, peregrinó a La Meca en 1092. A su regreso a Nishapur permaneció vinculado a la corte, donde se desempeñó como historiador y juez, y dio clases de matemáticas, astronomía, historia, medicina o filosofía. Lamentablemente, solo conocemos parte de su obra científica, que es extraordinaria: la Disertación sobre una posible demostración del postulado paralelo, de la geometría no euclidiana, la Tesis sobre demostraciones de álgebra y comparación, escrita en árabe (traducida por Woepecke en 1851); el Tratado sobre la exactitud del sistema indio para calcular raíces de ecuaciones, referido a ecuaciones de segundo y tercer grado; Los problemas en aritmética y cálculo, la Descripción de las tablas astronómicas de Malik Shah, el ensayo Luz de la razón, sobre la ciencia en general, y la Disertación sobre ciencias naturales. Existen unos ocho trabajos más, sobre física, economía, historia, filosofía, metafísica y tradiciones.
En su Tesis sobre demostraciones de álgebra y comparación desarrolla el primer procedimiento de solución de las ecuaciones cuadráticas y cúbicas a partir de las secciones cónicas, que permite encontrarles una raíz positiva y asimismo logra demostrar que tienen al menos una segunda raíz. Su afirmación de que no se pueden hallar las raíces de las ecuaciones de tercer grado mediante regla y compás no pudo ser demostrada hasta 750 años más tarde. Y la teoría de las ecuaciones de tercer grado no fue desarrollada hasta el siglo XVII, por René Descartes.
Fue también el primero en describir el desarrollo de la potencia de un binomio con exponente natural y en establecer la idea de que las fracciones podrían constituir un campo numérico con propiedades más amplias que el campo de los números naturales, únicos conocidos entonces, que databa de los griegos. Estos conceptos teóricos se contaron entre las matemáticas punteras durante el Renacimiento europeo. La crónica de Nizam al-Mulk destaca a Jayam como un astrónomo insuperable. Pero sus aportes a las matemáticas, que entonces no se comprendieron en toda su trascendencia, superan notoriamente sus importantes logros en astronomía. 
A pesar de las dificultades de la época en que vivió, escribió numerosos trabajos, entre los que se incluyen los Problemas de aritmética, que es un libro de música y otro de álgebra, ambos antes de cumplir los 25 años. 
En 1070 escribió su famoso trabajo de álgebra Tratado sobre demostraciones de problemas de álgebra, que contiene una completa clasificación de ecuaciones cúbicas resueltas geométricamente, mediante la intersección de secciones cónicas. Y es que intentó clasificar ecuaciones cuadráticas con éxito, aunque no pudo encontrar la solución para todas las ecuaciones cúbicas, a pesar de estar seguro de que era posible hacerlo, ya que en algunos casos halló soluciones geométricas.
Malik Shah, nieto del fundador de la dinastía selyúcida, llamó a Omar Jayam para que se trasladase a Isfahán para instalar un observatorio, que Jayam dirigió durante dieciocho años, convirtiéndolo en un excepcional centro de investigación. En él se elaboraron tablas astronómicas y se contribuyó a la reforma del calendario, ya que las investigaciones llevadas a cabo le permitieron calcular el error del calendario persa, el cual tenía 365 días exactos (hay que considerar que, a finales del siglo XIX, el año duraba 365,242196 días y que en la actualidad es de 365,242190). Ese calendario sigue estando vigente en la actualidad en Irán y Afganistán.
La muerte de Malik Shah en 1092 acarrea la desaparición de la financiación del observatorio, por lo que se abandona la reforma del calendario y Omar Jayam no puede acabar sus tablas astronómicas. Además, el fin del período de paz tras la muerte de Malik Shah, conllevó que Omar Jayam comenzase a sufrir ataques de los ortodoxos musulmanes. 
A Omar Jayam debemos que la incógnita de las ecuaciones se llame x. Él la llamó shay ("cosa" o "algo", en árabe). El término pasó al castellano como xay, ya que la "x" tenía este sonido ("sh") en castellano antiguo y de ahí derivó en solamente la inicial x.

## Literatura
Se requiere una gran erudición para cubrir un campo de conocimientos tan vasto como el abarcado por Omar Jayam y para lograr la sabiduría que nos trasmite, también en su poesía, que ha requerido siglos para empezar a ser debidamente valorada, al desarrollar la humanidad una cultura más ajustada al universo natural y menos limitada por las creencias en que se debió apoyar en su proceso de evolución. Los científicos, en particular los astrónomos, han reconocido su enorme talento, y en su honor se le dio su nombre a un importante cráter de la Luna. El cráter Omar Jayam se encuentra en las siguientes coordenadas lunares: latitud 58,0 N y longitud 102,1 oeste.

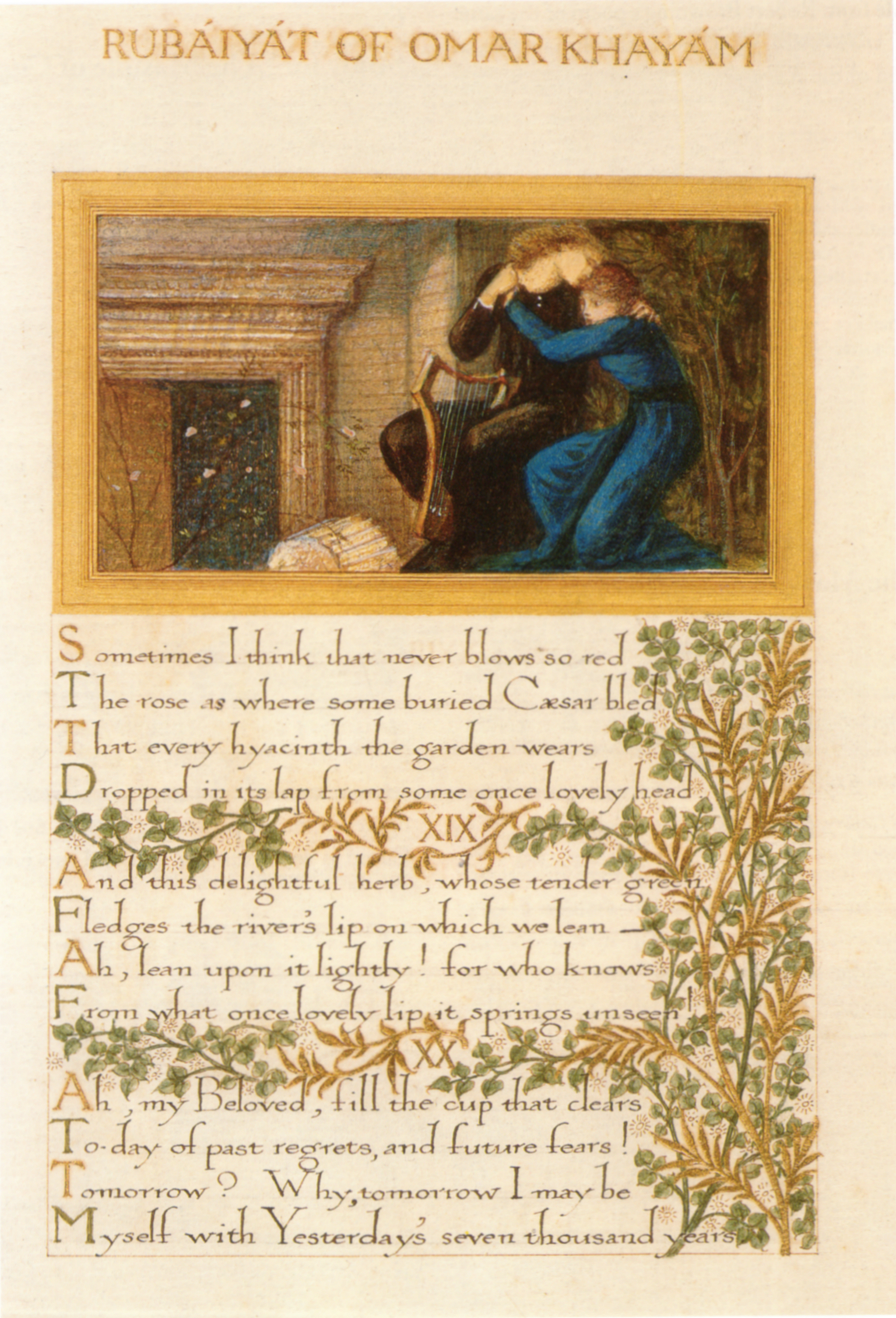
Manuscrito del Rubaiyat, de Morris y Burne-Jones.

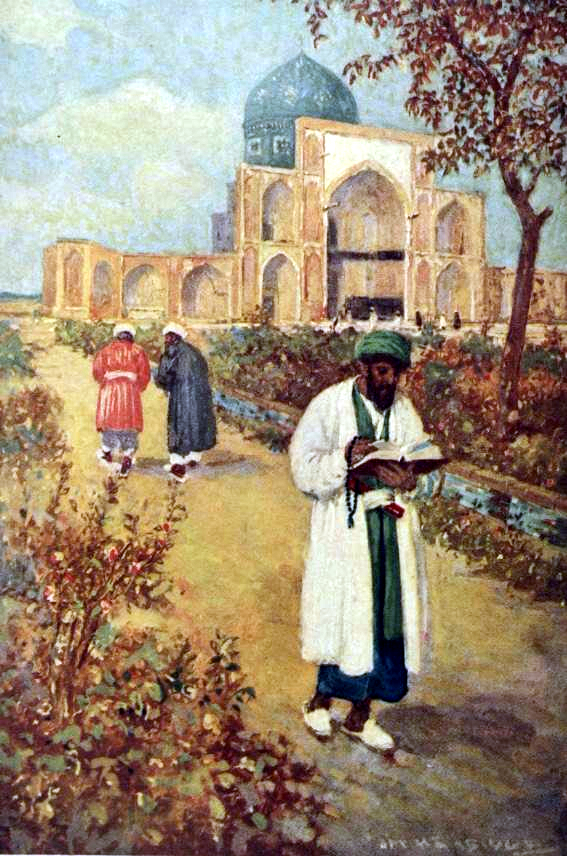
Cuadro En la tumba de Omar Jayyam (anterior a 1911), de Jay Hambidge.

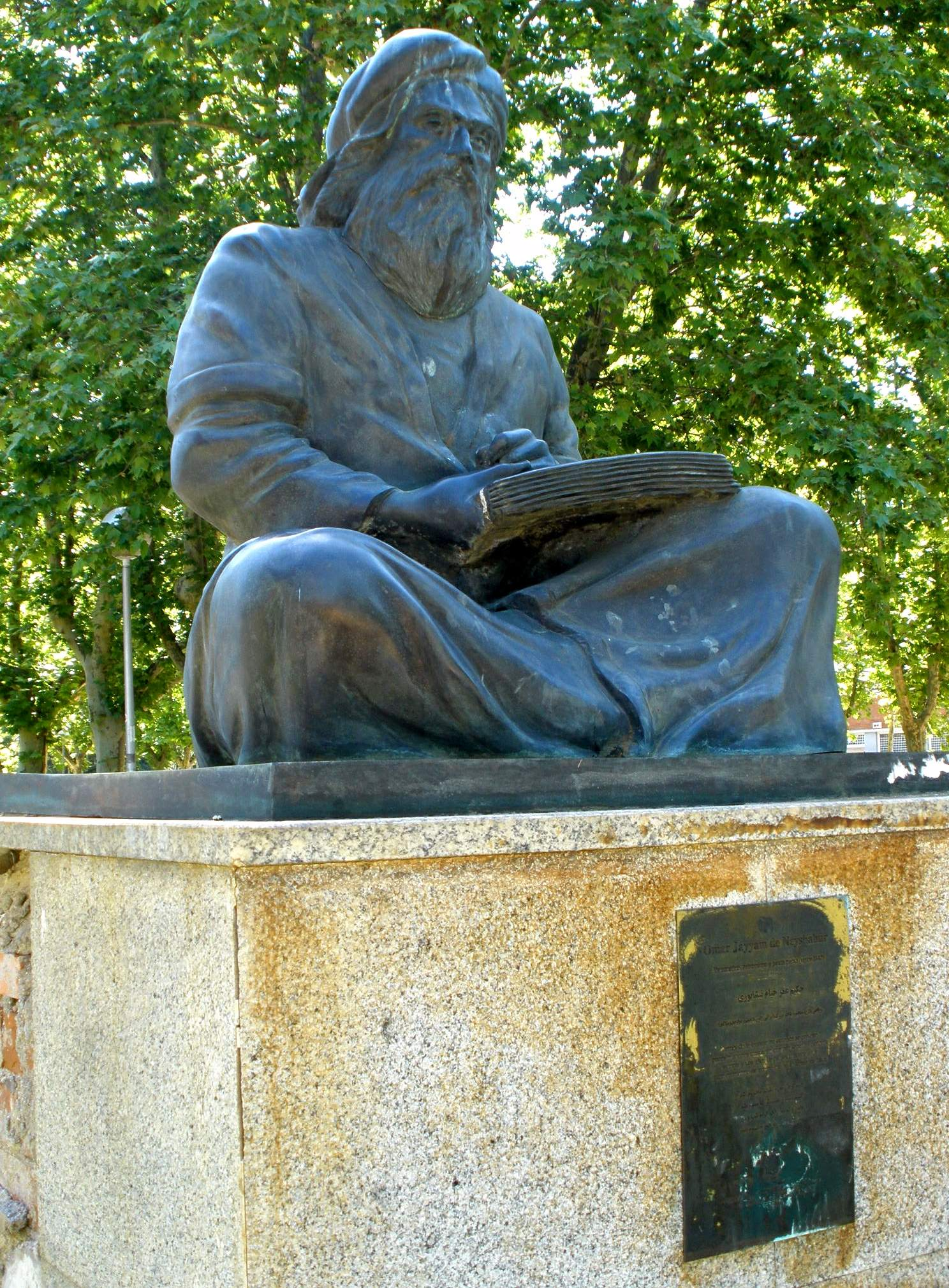
Monumento a Omar Jayam en la Ciudad Universitaria de Madrid.

### Rubaiyat (Ruba`iyyat)
Es conocido ante todo por su poesía, un corpus llamado Rubaiyat (en persa: رباعیات rubāʿiyāt‎ o "cuartetos"), series de cuatro versos (ruba'i) escritos en persa. Hay discrepancias sobre los versos que constituyen las Rubaiyat, ya que estas han sido en gran medida reconstruidas a partir de varias copias diferentes, y es posible que en alguna recopilación haya versos no debidos a la mano del poeta. En las Rubaiyat nos trasmite sus ideas acerca de temas tan diversos como la ciencia y el conocimiento, la moral y el comportamiento personal, religión y teología, cómo ser feliz, la nostalgia por lo vivido, el disfrute de la vida antes de la muerte, de dónde venimos y adónde vamos. En Occidente solo empezaron a ser conocidas a partir de 1859, a través de la muy libre y muy difundida traducción al inglés de Edward FitzGerald, que fue seguida de otras muchas a las demás lenguas europeas.
Las Rubaiyyat fueron expurgadas y fijadas por el escritor iraní Sadeq Hedayat (1903-1951), quien nos habla de Jayam desde dos vertientes: como filósofo y como poeta. Del primero nos dice que era un filósofo materialista, pesimista y escéptico. Según Jayam, la naturaleza ciega y sorda continúa el ciclo: el cielo está vacío y no atiende a los gritos de nadie. Su pensamiento está empapado de tristeza, pena, inexistencia y muerte.
Para Jayam, más allá de la materia no existe nada, el mundo está hecho a partir de la unión de partículas que funcionan por mera casualidad. Percibe la naturaleza con una delicadeza y sutileza especiales, acentuadas por la belleza de su lenguaje.

## Legado y reconocimiento

### En astronomía
- El cráter lunar Omar Khayyam lleva este nombre en su memoria desde 1970.[11]
- A un asteroide o planeta menor, descubierto por la astrónoma soviética Lyudmila Zhuravlyova en 1980, se le dio el nombre de (3095) Omarkhayyam.[12]

### En literatura
- Omar Jayam es uno de los personajes principales de la novela Samarcanda, del escritor francófono libanés Amin Maalouf.
- Un personaje en la novela Vergüenza (Shame, 1983), de Salman Rushdie, se llama Omar Jayam.
- El escritor argentino Jorge Luis Borges hace referencia a Omar Jayam y a su poesía en múltiples ocasiones a lo largo de su obra. Véase el soneto "Ajedrez". Omar Jayam es también un personaje del ensayo El enigma de Edward Fitzgerald.
- En la novela El retrato de Dorian Gray, de Oscar Wilde, Lord Henry se refiere a Omar Jayam como el "rey del hedonismo".
- En la obra Platero y yo, de Juan Ramón Jiménez, aparece su nombre al leer el protagonista un texto suyo.
- El escritor Christopher Hitchens, identifica a Omar Jayam como un escéptico, cuya poesía muchas veces satiriza las prácticas de la religión.
- Omar Jayam es citado en el libro "El hombre que calculaba", del profesor de matemáticas y escritor brasileño Julio César de Mello y Souza, más conocido como Malba Tahan.
- Omar Jayam es citado también varias veces en el libro "EARTH/inferno" publicado en 1905 por el mago Austin Osman Spare.
- Omar Keyyham es el título de un poema de León de Greiff en honor al astrónomo. Se encuentra en el volumen I de la obra poética de De greiff, página 193. El poema es de 1914.
- Al principio de la novela Las Lágrimas de Shiva aparece una cita de Omar Jayam que dice lo siguiente: "Dicen que cada nueva mañana nos trae mil rosas; sí pero ¿Dónde están los pétalos de la rosa de ayer?"
- Pere Calders, en su libro "Cròniques de la veritat oculta" hace referencia a Omar Jayam. Concretamente, lo cita un personaje filósofo para dar una lección de vida en el cuento "El principi de la saviesa".
- El escritor británico G. K. Chesterton dedica un capítulo de su obra Herejes a la persona y filosofía de Omar Jayyam.

### En televisión
- Parte de un fragmento de su obra se usó en la campaña promocional de la sexta temporada de la serie Lost, en España.

### En la música
- El compositor británico sir Granville Bantock (1868-1946) compuso un oratorio que lleva su nombre, "Omar Khayyám". Es una pieza de larga duración (más de tres horas) para tres voces principales, coro y una gran orquesta, por lo que es difícil verla representada en la programación tradicional. Contemporánea en su estreno de "The Kingdom", de sir Edward Elgar, no tuvo el éxito de esta. Es una obra influida por los compositores alemanes de finales del siglo XIX, especialmente Johannes Brahms y Richard Wagner; también por Claude Debussy en las partes más "exóticas". Está bien recogida en el disco en la versión de la Orquesta y Coros de la BBC, dirigidos por Vernon Handley y editado por el sello Chandos en SACD.
- La canción Viejo Mundo de Camarón, de su disco La Leyenda del Tiempo, utiliza como letra varias estrofas seleccionadas del Rubaiyat. Posteriormente ha sido versionada por otros grupos como Derby Motoreta's Burrito Kachimba

### En escultura
- El escultor vasco Eduardo Chillida (1924-2002) realizó cuatro esculturas en su homenaje: "Mesa de Omar Khayyám" entre 1982 y 1984.[13]